# Nul-koolhydratendieet
Een nul-koolhydratendieet (of koolhydraatvrij dieet) is een koolhydraatarm dieet dat kan beschreven worden als menselijk carnivorisme. Het sluit de consumptie uit van alle koolhydraten (behalve de kleine hoeveelheid koolhydraten in orgaanweefsels) en benut vetten als de voornaamste energiebron in combinatie met voldoende proteïnen. Een nul-koolhydratendieet zorgt doordat er vetverbranding plaatsvindt voor  ketonen, wat betekent dat het ertoe leidt dat het lichaam in een ketogene toestand terechtkomt. Dierlijk voedsel is de voornaamste voedingsbron.

## Geschiedenis
De eerste en voornaamste voorstander van een dieet van uitsluitend dierlijk voedsel was Vilhjalmur Stefansson, een Canadese verkenner die enige tijd met de Inuit-Eskimo's samenleefde en hun dieet waarnam, dat voornamelijk uit vlees en vis bestond, met zeer weinig koolhydraten gedurende de zomer in de vorm van bessen. Stefansson en een vriend werkten later mee als vrijwilliger in een eenjarig experiment in het Bellevue Hospital in New York om te bewijzen dat hij kon gedijen op een dieet van uitsluitend vlees, vet en inwendige organen van dieren. Zijn vooruitgang was nauwkeurig bijgehouden en experimenten over zijn gezondheidstoestand werden gedurende het jaar verricht. Aan het einde van het jaar, toonde hij geen enkele symptomen van slechte gezondheid; hij ontwikkelde geen scheurbuik, hoewel veel wetenschappers hadden verwacht dat scheurbuik zich binnen enkele maanden van het dieet zou manifesteren door een gebrek aan Vitamine C in spiervlees. Stefansson en zijn partner aten ook het vet, hersenen, lever, en andere soorten dierlijke organen.

## Medisch onderzoek
- In laboratoriumonderzoek bij muizen groeien bepaalde tumoren langzamer bij een nul-koolhydratendieet.[3][4]

## Verder lezen
- Not Eating Enough: Overcoming Underconsumption of Military Operational Rations (1995) "Chapter 16: The Functional Effects of Carbohydrate and Energy Underconsumption" Institute of Medicine (IOM)
- Phinney SD. "Ketogenic diets and physical performance". Nutr Metab (Lond). 2004 Aug 17;1(1):2. doi:10.1186/1743-7075-1-2. PMID 15507148.